# Farnam
Farnam és una població dels Estats Units a l'estat de Nebraska. Segons el cens del 2000 tenia 223 habitants.

## Demografia
Segons el cens del 2000, Farnam tenia 223 habitants, 95 habitatges, i 64 famílies. La densitat de població era de 128,5 habitants per km².
Dels 95 habitatges en un 30,5% hi vivien nens de menys de 18 anys, en un 56,8% hi vivien parelles casades, en un 8,4% dones solteres, i en un 32,6% no eren unitats familiars. En el 31,6% dels habitatges hi vivien persones soles el 18,9% de les quals corresponia a persones de 65 anys o més que vivien soles. El nombre mitjà de persones vivint en cada habitatge era de 2,35 i el nombre mitjà de persones que vivien en cada família era de 2,94.
Per edats la població es repartia de la següent manera: un 28,3% tenia menys de 18 anys, un 4% entre 18 i 24, un 22% entre 25 i 44, un 26,9% de 45 a 60 i un 18,8% 65 anys o més.
L'edat mediana era de 40 anys. Per cada 100 dones de 18 o més anys hi havia 88,2 homes.
La renda mediana per habitatge era de 24.327 $ i la renda mediana per família de 30.455 $. Els homes tenien una renda mediana de 23.438 $ mentre que les dones 22.188 $. La renda per capita de la població era d'11.959 $. Aproximadament el 9,4% de les famílies i el 9,4% de la població estaven per davall del llindar de pobresa.

## Poblacions més properes
El següent diagrama mostra les poblacions més properes.